# Langenfeld (Renania-Palatinato)
Langenfeld è un comune di 686 abitanti della Renania-Palatinato, in Germania.
Appartiene al circondario (Landkreis) di Mayen-Coblenza (targa MYK) ed è parte della comunità amministrativa (Verbandsgemeinde) di Vordereifel.